# Hieracium ihrowyszczense
Hieracium ihrowyszczense là một loài thực vật có hoa trong họ Cúc. Loài này được (Zahn) Schljakov mô tả khoa học đầu tiên năm 1989.